# Kozareveț, Stara Zagora
Kozareveț (în bulgară Козаревец) este un sat în comuna Stara Zagora, regiunea Stara Zagora,  Bulgaria. 

## Demografie
Componența etnică a satului Kozareveț
     Bulgari (96,96%)
     Nicio identificare (3,03%)
     Altele (0%)
La recensământul din 2011, populația satului Kozareveț era de 132 locuitori. Din punct de vedere etnic, majoritatea locuitorilor (96,96%) erau bulgari. Pentru 3,03% din locuitori nu este cunoscută apartenența etnică.